# Skalička (Přerov)
Skalička é uma comuna checa localizada na região de Olomouc, distrito de Přerov.